# Whitman County
Whitman County är ett administrativt område i delstaten Washington, USA, med 40 741 invånare. Den administrativa huvudorten (county seat) är Colfax. 

## Geografi
Enligt United States Census Bureau så har countyt en total area på 5 640 km². 5 593 km² av den arean är land och 47 km² är vatten. 

### Angränsande countyn
- Spokane County - nord
- Benewah County, Idaho - nordöst
- Latah County, Idaho - öst
- Nez Perce County, Idaho - sydöst
- Asotin County -  syd/sydöst
- Garfield County - syd
- Columbia County - syd
- Franklin County - sydväst
- Adams County - väst
- Lincoln County - nordväst